# Sakakura Yuji
Sakakura Yuji (sinh ngày 7 tháng 6 năm 1967) là một cầu thủ bóng đá người Nhật Bản.

## Đội tuyển bóng đá quốc gia Nhật Bản
Sakakura Yuji thi đấu cho đội tuyển bóng đá quốc gia Nhật Bản từ năm 1990 đến 1991.

## Thống kê sự nghiệp
| Đội tuyển bóng đá Nhật Bản | Đội tuyển bóng đá Nhật Bản | Đội tuyển bóng đá Nhật Bản |
| Năm                        | Trận                       | Bàn                        |
| -------------------------- | -------------------------- | -------------------------- |
| 1990                       | 5                          | 0                          |
| 1991                       | 1                          | 0                          |
| Tổng cộng                  | 6                          | 0                          |